# نادي نيم غارد
نادي نيم غارد هو نادي كرة يد فرنسي من مدينة نيم ويلعب في الدوري الفرنسي لكرة اليد.